# Leichtathletik-Weltmeisterschaften 2017/Teilnehmer (Albanien)
| Gelbes Symbol für Goldmedaillen mit stilisierten Olympischen Ringen | Graues Symbol für Silbermedaillen mit stilisierten Olympischen Ringen | Braundes Symbol für Bronzemedaillen mit stilisierten Olympischen Ringen |
| ------------------------------------------------------------------- | --------------------------------------------------------------------- | ----------------------------------------------------------------------- |
| —                                                                   | —                                                                     | —                                                                       |

Von Albanien wurde eine Athletin für die Leichtathletik-Weltmeisterschaften 2017 in London nominiert.

## Ergebnisse

### Frauen

#### Laufdisziplinen
| Athletin   | Disziplin        | Vorlauf | Vorlauf | Halbfinale | Halbfinale | Finale | Finale |
| Athletin   | Disziplin        | Zeit    | Platz   | Zeit       | Platz      | Zeit   | Platz  |
| ---------- | ---------------- | ------- | ------- | ---------- | ---------- | ------ | ------ |
| Luiza Gega | 3000 m Hindernis | DNS     | DNS     | –––        | –––        | –––    | –––    |